# Torfowisko przy Dolinie Kocinki
Torfowisko przy Dolinie Kocinki este o arie protejată (sit de importanță comunitară — SCI) din Polonia întinsă pe o suprafață de 5,64 ha, integral pe uscat.

## Localizare
Centrul sitului Torfowisko przy Dolinie Kocinki este situat la coordonatele 50°56′07″N 19°06′19″E / 50.9353°N 19.1053°E.

## Înființare
Situl Torfowisko przy Dolinie Kocinki a fost declarat sit de importanță comunitară în octombrie 2009 pentru a proteja un număr necunoscut de specii din flora spontană și fauna sălbatică aflate în arealul zonei.

## Biodiversitate
Situată în ecoregiunea continentală, aria protejată conține 2 habitate naturale: Mlaștini turboase de tranziție și turbării mișcătoare, Mlaștini împădurite.
La baza desemnării sitului se află un număr nedeclarat de specii protejate.